# امبلتئوس
امبلتئوس (به فرانسوی: Ambleteuse) یک کمون در فرانسه است که در پا-دو-کاله واقع شده‌است.

## خصوصیات
امبلتئوس ۵٫۴۵ کیلومترمربع مساحت و ۱٬۸۸۳ نفر جمعیت دارد و ۲۵ متر بالاتر از سطح دریا واقع شده‌است.